# Saint-Dizier-en-Diois
Saint-Dizier-en-Diois ist eine Gemeinde in Südfrankreich. Sie gehört zur Region Auvergne-Rhône-Alpes, zum Département Drôme, zum Arrondissement Die und zum Kanton Le Diois. Sie grenzt im Nordwesten an Bellegarde-en-Diois, im Norden an Beaumont-en-Diois, im Nordosten an Charens, im Osten an Valdrôme, im Süden an Valdoule mit Bruis und im Westen an Establet.

## Weblinks

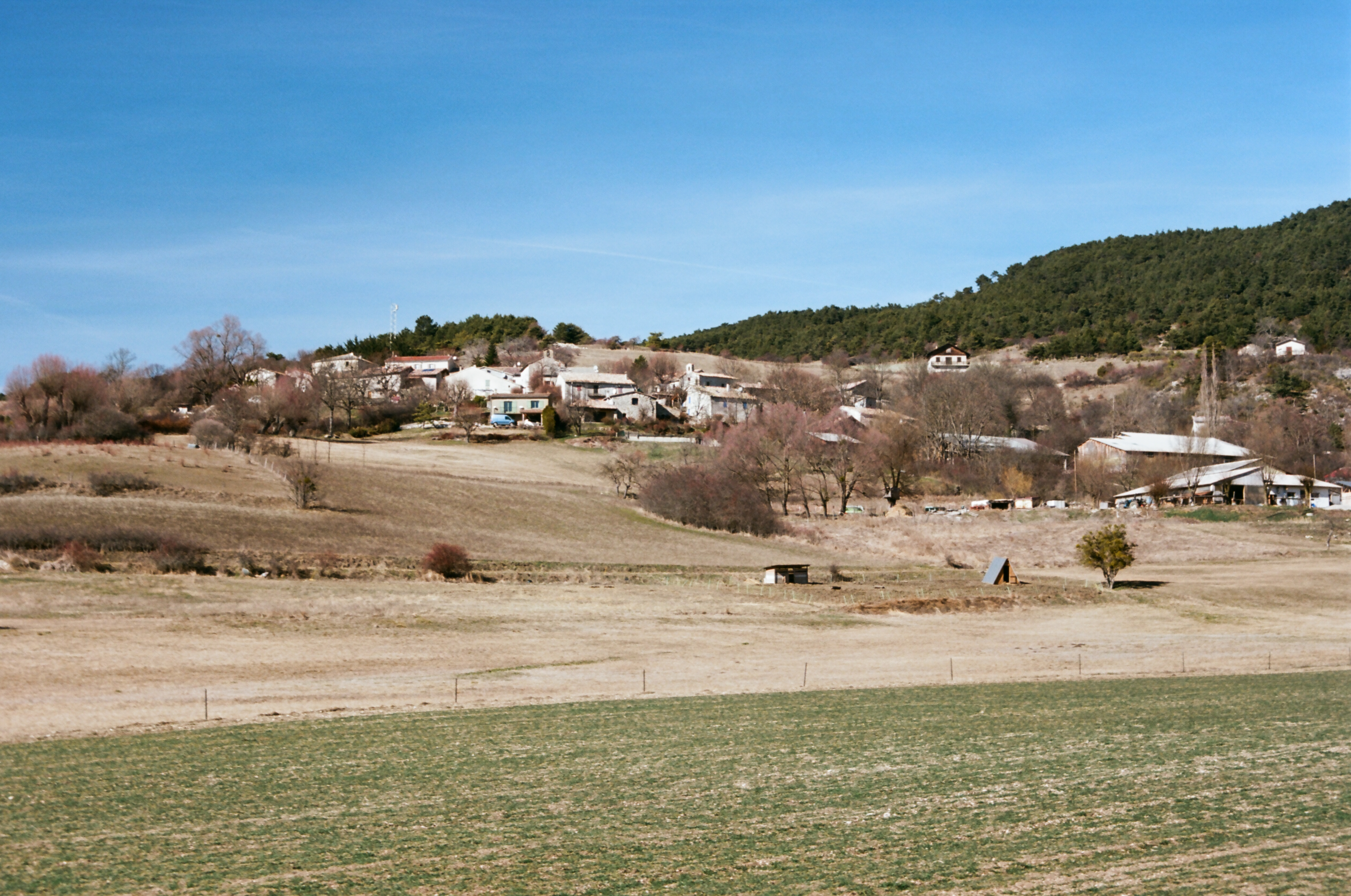
Blick auf Saint-Dizier-en-Diois

## Bevölkerungsentwicklung
| Jahr                       | 1962 | 1968 | 1975 | 1982 | 1990 | 1999 | 2008 | 2016 |
| -------------------------- | ---- | ---- | ---- | ---- | ---- | ---- | ---- | ---- |
| Einwohner                  | 68   | 49   | 47   | 47   | 26   | 25   | 35   | 48   |
| Quellen: Cassini und INSEE |      |      |      |      |      |      |      |      |